# 243526 Russwalker
243526 Russwalker è un asteroide della fascia principale. Scoperto nel 2010, presenta un'orbita caratterizzata da un semiasse maggiore pari a 3,1094229 UA e da un'eccentricità di 0,1862889, inclinata di 14,93942° rispetto all'eclittica.
L'asteroide è dedicato all'astronomo statunitense Russ Walker.